# Moto Guzzi V1000 I-Convert
La V1000 I-Convert è una motocicletta costruita dalla Moto Guzzi tra il 1975 e il 1984.

## Il contesto
La moto nacque da un'idea di Lino Tonti, capo dell'ufficio progetti della Casa di Mandello, che propose nei primi anni Settanta la costruzione di una maximoto a cambio automatico. Approvato il progetto da Alejandro de Tomaso, proprietario della Guzzi, la moto fu presentata a Modena nel 1974, pochi giorni prima del Salone di Colonia.
La produzione della I-Convert, che si pose come ammiraglia della Guzzi per cilindrata, prezzo ed equipaggiamento, partì nel 1975, ma la moto non riscosse grande successo, sia per il prezzo (2.694.900 lire nel 1975) che per la trasmissione automatica, poco gradita dai motociclisti sia in Europa che negli USA. La produzione terminò nel 1984 dopo 5.452 esemplari prodotti, di cui 1.376 esportate negli USA, un migliaio in Francia e circa 60 vendute al corpo dei Corazzieri.

## La tecnica
Caratteristica principale della I-Convert è la trasmissione, realizzata in collaborazione con la Sachs: è un convertitore progressivo idraulico di coppia, accoppiato ad un cambio ad ingranaggi a due rapporti (uno corto, che permette velocità fino a 130 km/h, e uno lungo, che permette velocità fino a 170 km/h) azionato da un pedale. Resta comunque la leva della frizione, mantenuta come dispositivo di sicurezza.

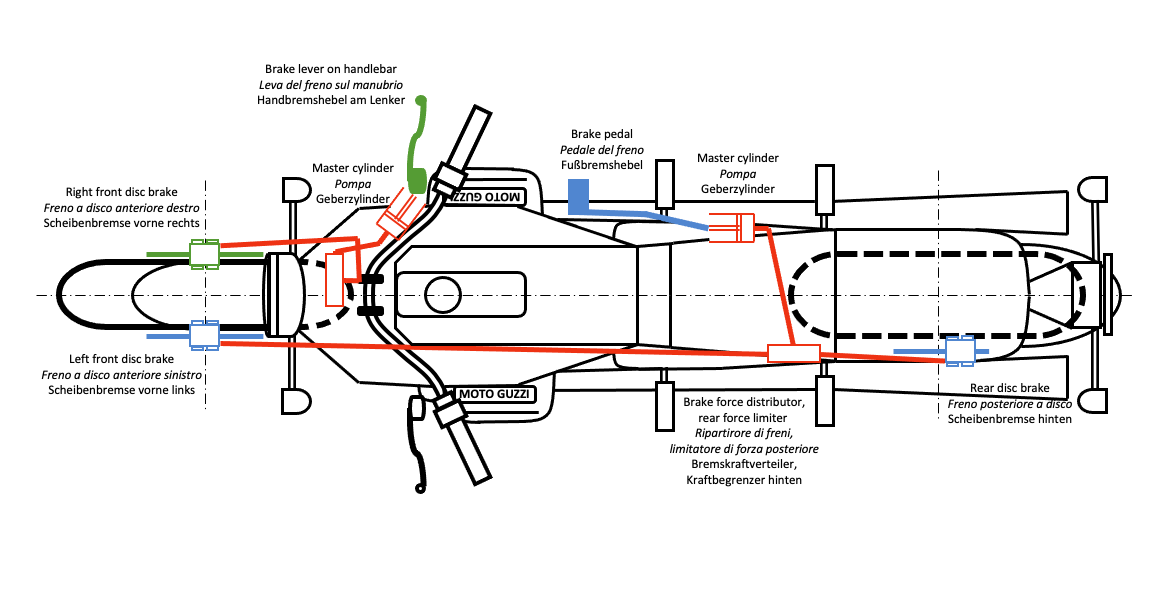
Impianto di frenata integrale del 1975

La mancanza dell'effetto frenante in staccata tipico del motore a quattro tempi, dovuto alla presenza della trasmissione automatica, portò la Guzzi a installare un sistema di frenata integrale, realizzato in collaborazione con la Brembo, che permetteva di ridurre gli spazi d'arresto. Per ridurre l'assorbimento di potenza del cambio automatico del bicilindrico a V mandellese fu inoltre aumentata la cilindrata rispetto alle contemporanee 850 T, portandola a 948,8 cm³.

## Le competizioni
Al Bol d'Or 1976 l'importatore francese della Guzzi schierò una delle 850 che avevano corso l'edizione 1972 della maratona transalpina equipaggiata con la trasmissione della I-Convert. Affidata all'equipaggio Raimondo Riva-Daniel Levieux, terminò la gara al sedicesimo posto.